# Acalolepta dayremi
Acalolepta dayremi là một loài bọ cánh cứng trong họ Cerambycidae.